# Brettes
Brettes település Franciaországban, Charente megyében. Lakosainak száma 163 fő (2022. január 1.). Brettes Empuré, Longré, Paizay-Naudouin-Embourie, Saint-Fraigne, Souvigné és Villefagnan községekkel határos.

## Népesség
A település népessége az elmúlt években az alábbi módon változott:
| Lakosok száma | 232  | 197  | 187  | 189  | 200  | 183  | 175  | 175  | 166  | 163  |
|               | 1968 | 1982 | 1999 | 2006 | 2011 | 2015 | 2017 | 2018 | 2020 | 2022 |